# ليندساي لوهان بيتش كلوب
ليندساي لوهان بيتش كلوب هي مسلسل تلفزيوني واقعي أمريكي استمر من 8 يناير إلى 25 مارس 2019 على قناة إم تي في وبطولة الممثلة والمغنية وسيدة الأعمال الأمريكية ليندسي لوهان. تركز السلسلة على إدارة ليندساي لناديها الشاطئي في ميكونوس، اليونان ، وخططها المهنية الحالية والمستقبلية، والحياة العملية للموظفين في النادي.

## خلفية
في أكتوبر 2016 ، افتتحت لوهان أول ملهى ليلي لها، بالتعاون مع شريكها التجاري دينيس باباجورجيو، المسمى لوهان الليلي، في أثينا، اليونان.
في مايو 2018 ، فتحت ناديًا في جزيرة ميكونوس اليونانية تسمى لوهان بيتش هاوس ميكونوس ولاحقًا ناديها الثاني على شاطئ ياليسوس، رودس، ودعا لوهان بيتش هاوس رودس. 

## روابط خارجية
- ليندساي لوهان بيتش كلوب على موقع IMDb (الإنجليزية)
- ليندساي لوهان بيتش كلوب على موقع ميتاكريتيك (الإنجليزية)
- ليندساي لوهان بيتش كلوب على موقع روتن توميتوز (الإنجليزية)
- ليندساي لوهان بيتش كلوب على موقع قاعدة بيانات الفيلم (الإنجليزية)